# Solfärd
Solfärd (ev. Solresa; isländska: Sólfar; engelska: The Sun Voyager; tyska: Sonnenfahrt) är en skulptur i rostfritt stål i Reykjavik på Island. Den skapades 1986 av konstnären Jón Gunnar Árnason och invigdes 1990. Den är placerad vid vägen Sæbraut intill kusten i centrala Reykjavik. 